# Grand Prix-wegrace van Zweden 1978
De Grand Prix-wegrace van Zweden 1978 was de achtste race van het wereldkampioenschap wegrace-seizoen 1978. De races werden verreden op 22 en 23 juli 1978 in het Karlskoga Motorstadion nabij Karlskoga (Örebro län).

## 500 cc
Net als in de Grand Prix van België was Wil Hartog ook in Zweden met overmacht de snelste. Dat begon al met zijn gebruikelijke bliksemstart, vanaf de vijfde startplaats. Kenny Roberts was in de training gevallen en bepaald niet fit, waardoor hij al vroeg in de race moest afhaken (hij werd zevende). Hartog nam een behoorlijke voorsprong op Barry Sheene en Johnny Cecotto. Hartog liet Sheene, conform zijn stalorders, passeren maar bleef daarna zo dicht achter hem rijden dat het bij de finish nog bijna fout ging. Sheene draaide het gas wat vroeg dicht waardoor Hartog slechts 0,05 seconde na hem finishte. Takazumi Katayama eindigde op de derde plaats.

### Uitslag 500 cc
| Pos | Coureur               | Merk   | Tijd             | Punten           |
| --- | --------------------- | ------ | ---------------- | ---------------- |
| 1   | Barry Sheene          | Suzuki | 55' 49" 13       | 15               |
| 2   | Wil Hartog            | Suzuki | +0" 05           | 12               |
| 3   | Takazumi Katayama     | Yamaha | +8" 48           | 12               |
| 4   | Steve Baker           | Suzuki | +15" 60          | 8                |
| 5   | Virginio Ferrari      | Suzuki | +23" 13          | 6                |
| 6   | Johnny Cecotto        | Yamaha | +28" 49          | 5                |
| 7   | Kenny Roberts         | Yamaha | +48" 72          | 4                |
| 8   | Teuvo Länsivuori      | Suzuki | +1' 02" 41       | 3                |
| 9   | Philippe Coulon       | Suzuki | +1' 03" 24       | 2                |
| 10  | Alex George           | Suzuki | +1 ronde         | 1                |
| 11  | Boet van Dulmen       | Suzuki | +1 ronde         |                  |
| 12  | Markku Matikainen     | Suzuki | +1 ronde         |                  |
| 13  | Jack Middelburg       | Suzuki | +1 ronde         |                  |
| 14  | Bruno Kneubühler      | Suzuki | +1 ronde         |                  |
| 15  | Steve Parrish         | Suzuki | +1 ronde         |                  |
| 16  | Max Wiener            | Suzuki | +1 ronde         |                  |
| 17  | John Woodley          | Suzuki | +2 ronden        |                  |
| 18  | Odd Arne Lände        | Suzuki | +2 ronden        |                  |
| 19  | Peter Sjöström        | Suzuki | +2 ronden        |                  |
| 20  | Franz Rau             | Suzuki | +2 ronden        |                  |
| 21  | Dick Alblas           | Suzuki | +2 ronden        |                  |
| DNF | Carlos de San Antonio | Suzuki | val              |                  |
| DNF | Jean-Claude Hogrel    | Yamaha | val              |                  |
| DNF | Marco Lucchinelli     | Suzuki | schijfrem defect | schijfrem defect |
| DNF | Kaj Jensen            | Yamaha |                  |                  |
| DNF | Leslie van Breda      | Suzuki | val              |                  |
| DNF | Dennis Ireland        | Suzuki | val              |                  |
| DNF | Michel Rougerie       | Suzuki |                  |                  |
| DNF | Jürgen Steiner        | Suzuki |                  |                  |
| DNF | Bo Granath            | Suzuki |                  |                  |
| DNS | Bengt Slydal          | Suzuki |                  |                  |

## 350 cc
In de 350cc-klasse gingen aanvankelijk Takazumi Katayama en Kork Ballington aan de leiding, terwijl Gregg Hansford en Mick Grant een slechte start hadden. Hansford liet er echter geen gras over groeien: binnen een paar ronden sloot hij aan bij de kopgroep en even later ging hij er zelfs vandoor. Halverwege de race kon Ballington ook weglopen bij Katayama om de tweede plaats veilig te stellen.

### Uitslag 350 cc
| Pos | Coureur            | Merk     | Tijd       | Punten |
| --- | ------------------ | -------- | ---------- | ------ |
| 1   | Gregg Hansford     | Kawasaki | 50' 17" 80 | 15     |
| 2   | Kork Ballington    | Kawasaki | +7" 36     | 12     |
| 3   | Takazumi Katayama  | Yamaha   | +21" 67    | 10     |
| 4   | Jon Ekerold        | Yamaha   | +43" 03    | 8      |
| 5   | Tom Herron         | Yamaha   | +51" 56    | 6      |
| 6   | Patrick Fernandez  | Yamaha   | +58" 13    | 5      |
| 7   | Pentti Korhonen    | Yamaha   | +1' 07" 24 | 4      |
| 8   | Vic Soussan        | Yamaha   | +1' 08" 95 | 3      |
| 9   | Mick Grant         | Kawasaki | +1' 15" 83 | 2      |
| 10  | Michel Rougerie    | Yamaha   | +1 ronde   | 1      |
| 11  | Patrick Pons       | Yamaha   | +1 ronde   |        |
| 12  | Olivier Chevallier | Yamaha   | +1 ronde   |        |
| 13  | Toni Mang          | Kawasaki | +1 ronde   |        |
| 14  | Eero Hyvärinen     | Yamaha   | +1 ronde   |        |
| 15  | Michel Frutschi    | Yamaha   | +1 ronde   |        |
| 16  | Seppo Rossi        | Yamaha   | +1 ronde   |        |
| 17  | Reino Eskelinen    | Yamaha   | +1 ronde   |        |
| 18  | Lennart Bäckström  | Yamaha   | +1 ronde   |        |
| 19  | Bengt Elgh         | Yamaha   | +2 ronden  |        |
| 20  | Bo Granath         | Yamaha   | +2 ronden  |        |
| DNF | John Dodds         | Yamaha   |            |        |
| DNF | Franco Uncini      | Yamaha   | val        |        |
| DNF | Jack Middelburg    | Yamaha   |            |        |
| DNF | Roland Freymond    | Yamaha   |            |        |
| DNF | Richard Hubin      | Yamaha   |            |        |
| DNF | Hans Hansebräten   | Yamaha   |            |        |
| DNF | Clive Padgett      | Yamaha   |            |        |
| DNF | Christian Sarron   | Yamaha   |            |        |
| DNF | Chas Mortimer      | Yamaha   |            |        |
| DNF | Leif Gustafsson    | Yamaha   |            |        |
| DNQ | Børge Nielsen      | Yamaha   |            |        |
| DNS | Kenny Roberts      | Yamaha   | blessure   |        |

## 250 cc
Na zijn ruime overwinning in de Zweedse 350cc-race won Gregg Hansford ook de 250cc-klasse. Kork Ballington werd tweede en dat zou ongunstig zijn geweest voor zijn titelaspiraties, ware het niet dat Kenny Roberts in de training geblesseerd was geraakt en zijn krachten wilde sparen voor de 500cc-race. Daardoor kon Ballington zijn voorsprong op Roberts in de 250cc-klasse toch uitbouwen. Hij had nu 69 punten, Roberts slechts 54. Hansford kwam wel erg dichtbij met 67 punten.

### Uitslag 250 cc
| Pos | Coureur             | Merk          | Tijd       | Punten |
| --- | ------------------- | ------------- | ---------- | ------ |
| 1   | Gregg Hansford      | Kawasaki      | 50' 43" 95 | 15     |
| 2   | Kork Ballington     | Kawasaki      | +5" 18     | 12     |
| 3   | Patrick Fernandez   | Yamaha        | +1' 12" 59 | 10     |
| 4   | Jon Ekerold         | Yamaha        | +1' 15" 46 | 8      |
| 5   | Tom Herron          | Yamaha        | +1' 21" 63 | 6      |
| 6   | Clive Padgett       | Yamaha        | +1 ronde   | 5      |
| 7   | Mario Lega          | Morbidelli    | +1 ronde   | 4      |
| 8   | Chas Mortimer       | Maxton-Yamaha | +1 ronde   | 3      |
| 9   | Toni Mang           | Kawasaki      | +1 ronde   | 2      |
| 10  | Hervé Moineau       | Yamaha        | +1 ronde   | 1      |
| 11  | Eero Hyvärinen      | Yamaha        | +1 ronde   |        |
| 12  | Paolo Pileri        | Morbidelli    | +1 ronde   |        |
| 13  | Seppo Rossi         | Yamaha        | +2 ronden  |        |
| 14  | Reino Eskelinen     | Yamaha        | +2 ronden  |        |
| 15  | Per Jansson         | Yamaha        | +2 ronden  |        |
| 16  | Bengt Elgh          | Yamaha        | +2 ronden  |        |
| 17  | Lennart Bäckström   | Yamaha        | +2 ronden  |        |
| DNF | John Dodds          | Yamaha        |            |        |
| DNF | Franco Uncini       | Yamaha        |            |        |
| DNF | Walter Villa        | MBA           |            |        |
| DNF | Richard Hubin       | Yamaha        |            |        |
| DNF | Per-Edvard Carlsson | Yamaha        |            |        |
| DNF | Mick Grant          | Kawasaki      |            |        |
| DNF | Olivier Chevallier  | Yamaha        |            |        |
| DNF | Vic Soussan         | Yamaha        |            |        |
| DNF | Pentti Korhonen     | Yamaha        |            |        |
| DNF | Leif Gustafsson     | Yamaha        |            |        |
| DNF | Hans Müller         | Yamaha        |            |        |
| DNF | Roland Freymond     | Yamaha        |            |        |
| DNF | Seppo Ojala         | Yamaha        |            |        |
| DNQ | Pekka Nurmi         | Yamaha        |            |        |

## 125 cc
In 125cc-race liet Ángel Nieto er geen misverstand over bestaan wie de snelste was, maar hij was uiteraard gebonden aan stalorders en moest Pier Paolo Bianchi laten winnen. Eerst hield Nieto echter een tijdje Thierry Espié op, waardoor Bianchi een flinke voorsprong kon nemen, maar daarna reed hij "gewoon" naar Bianchi toe om tot aan de finish aan diens achterwiel te blijven hangen. Doordat Eugenio Lazzarini uitviel werd de stand in het WK weer wat spannender: Lazzarini had 89 punten, Bianchi 70.

### Uitslag 125 cc
| Pos | Coureur                | Merk            | Tijd        | Punten      |
| --- | ---------------------- | --------------- | ----------- | ----------- |
| 1   | Pier Paolo Bianchi     | Minarelli       | 48' 07" 32  | 15          |
| 2   | Ángel Nieto            | Minarelli       | +0" 10      | 12          |
| 3   | Thierry Espié          | Motobécane      | +7" 44      | 10          |
| 4   | Per-Edvard Carlsson    | Morbidelli      | +51" 52     | 8           |
| 5   | August Auinger         | Morbidelli      | +56" 57     | 6           |
| 6   | Jean-Louis Guignabodet | Morbidelli      | +1' 00" 37  | 5           |
| 7   | Clive Horton           | Morbidelli      | +1' 02" 72  | 4           |
| 8   | Matti Kinnunen         | Morbidelli      | +1' 04" 82  | 3           |
| 9   | Hans Müller            | Morbidelli      | +1' 10" 38  | 2           |
| 10  | Walter Koschine        | Bender          | +1' 18" 92  | 1           |
| 11  | Patrick Plisson        | Morbidelli      | +1 ronde    |             |
| 12  | Stefan Dörflinger      | Morbidelli      | +1 ronde    |             |
| 13  | Bernd Schneider        | Bender          | +1 ronde    |             |
| 14  | Tore Alexandersson     | Morbidelli      | +1 ronde    |             |
| 15  | Kees van de Ven        | Morbidelli      | +2 ronden   |             |
| 16  | Jan Bäckström          | Maico           | +2 ronden   |             |
| 17  | Lennart Lundgren       | Yamaha          | +2 ronden   |             |
| 18  | Johnny Wickström       | Morbidelli      | +2 ronden   |             |
| 19  | Johnny Svensson        | Bastard Special | +2 ronden   |             |
| DNF | Maurizio Massimiani    | Morbidelli      |             |             |
| DNF | Juhani Lehtiranta      | Morbidelli      |             |             |
| DNF | François Granon        | Morbidelli      |             |             |
| DNF | Eugenio Lazzarini      | MBA             | bougiekabel | bougiekabel |
| DNF | Karl Fuchs             | Morbidelli      |             |             |
| DNF | Laurent Gomis          | Morbidelli      |             |             |
| DNF | Leif Krigh             | Morbidelli      |             |             |
| DNF | Roland Olsson          | Morbidelli      |             |             |
| DNF | Benga Johansson        | Morbidelli      |             |             |
| DNF | Harald Bartol          | Morbidelli      |             |             |
| DNF | Ernst Fagerer          | Morbidelli      |             |             |
| DNQ | Berndth Börjesson      | Morbidelli      |             |             |

## Trivia
In Zweden mocht niet getankt worden tijdens de races. Steve Parrish kwam zonder benzine te staan en de monteurs bedachten een creatieve oplossing: ze monteerden de tank van de uitgevallen Michel Rougerie op de machine van Parrish. Veel hielp het niet: Steve werd slechts vijftiende met een ronde achterstand.
1930 · 1931 · 1932 · 1933 · 1934 · 1935 · 1936 · 1937 · 1939 · 1949 · 1950 · 1951 · 1952 · 1953 · 1954 · 1955 · 1956 · 1957 · 1958 · 1959 · 1961 · 1970 · 1971 · 1972 · 1973 · 1974 · 1975 · 1976 · 1977 · 1978 · 1979 · 1981 · 1982 · 1983 · 1984 · 1985 · 1986 · 1987 · 1988 · 1989 · 1990